# انتفاضة حصاد الخريف

لقطة لصورة من انتفاضة حصاد الخريف عام 1927

انتفاضة حصاد الخريف،و تُسمى أيضاً ب اضطرابات حصاد الخريف، أحداث حصاد الخريف أو تمرد حصاد الخريف.
هي انتفاضة قام بها الحزب الشيوعي الصيني في شهر سبتمبر من عام 1927، وذلك وفقاً ل أقره فلاحوا مقاطعة جوانغ دونغ و ""
تم التخطيط لهذه الانتفاضة من قبل فلاحي مقاطعة ستشوان، ولم يُشارك ماو تسي دونغ في وضع سياستها. أشارت الإحصائات إلى أن الحزب الشيوعي الصيني قام بأكثر من مئة انتفاضة مسلحة جالت أنحاء الصين، بحيث جالت أربعة عشر مقاطعة و مئة وأربعين مدينة بالصين.
لكنها امتدت على نحو أوسع في وسط، شرق و غرب مقطعة خوبي. وفي غرب المقاطعة تمركز في كلاً من المدن الآتية: فويانغ، جيان لي و جونغ آن.
قام فانغ بينغ قائد انتفاضة فانغ بينغ زعيم انتفاضة جزيرة هاي نان ببحر الصين الجنوبي، يانغ جينغ يو زعيم انتفاضة خا نان تشوا شان و تانغ شو وغيرهم من زعماء انتفاضة تشيان جيان ب شآن سي. أما في شهر نوفمبر من عام 1927 فكان وو جوانغ هاو زعيم انتفاضة خو باي هوانغ ما، و كان تسنغ تيان يو زعيم مقاطعة جيانغ سي دونغ جو. وبعد شهر تزعم جانغ تاي لاي انتفاضة مقاطعة جوانغ دونغ.
امتدت انتفاضة حصاد الخريف حتى عام1928 ، وانتشرت بصورةٍ أكبر، وقد تزعم فانغ تجي مين انتفاضة يي هانغ ب جيانغ سي، تزعم كلاً من تشو دي وتشن يي انتفاضة شيانغ نان. وأيضاً تزعم كلاً من تجو يي تشون و هي لونغ انتفاضة سانغ تجي بمقاطعة خونان. تزعم كلاً من تجو جي لي و غيره من القادة انتفاضة مين شي، تزعم ليو تجي دان انتفاضة وي خوا ب شآن سي. بانغ دا خواي زعيم انتفاضة بينغ جيانغ.

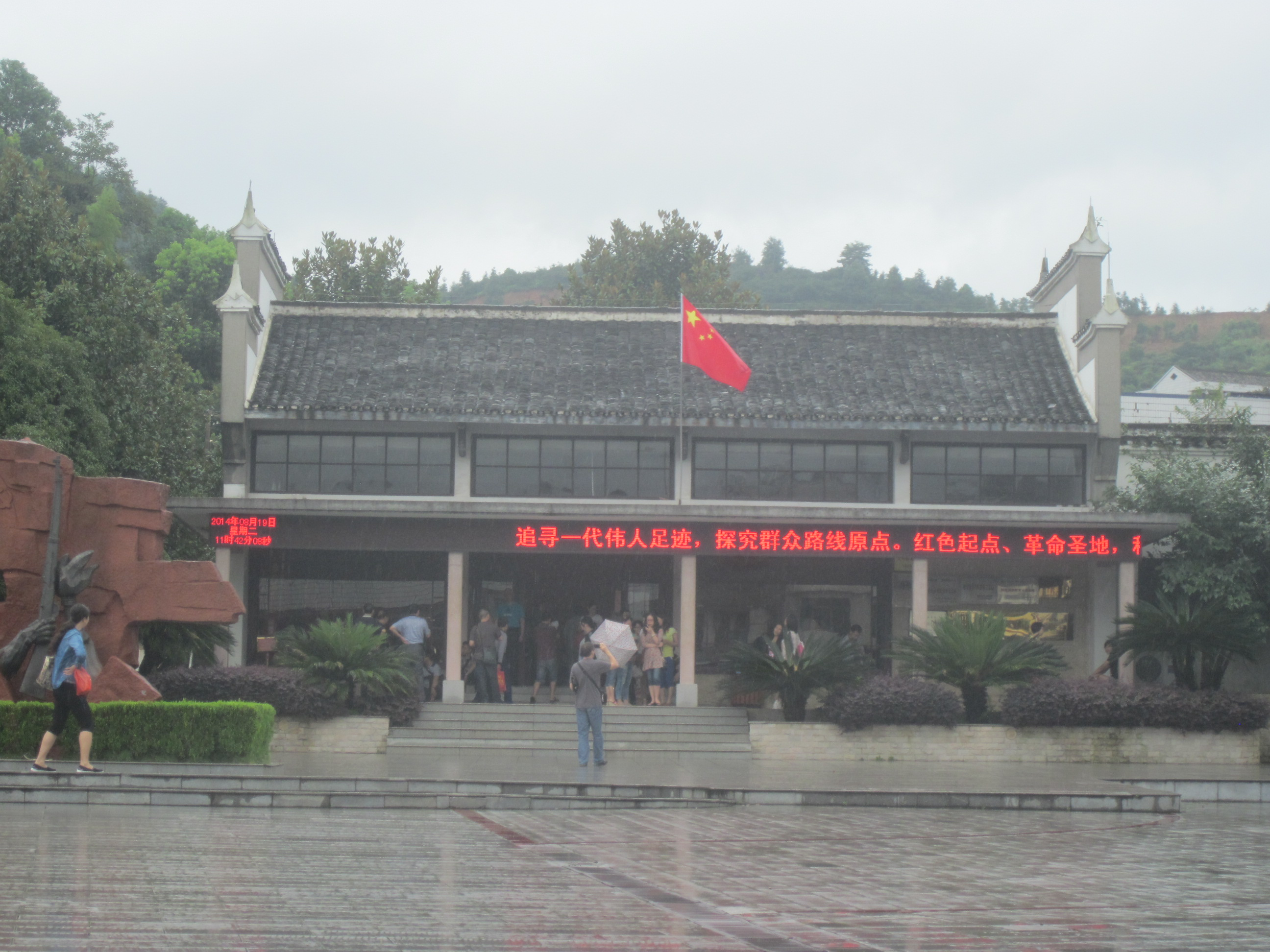
الموقع القديم المسؤول بتوحيد القوى في وينجشي أثناء انتفاضة حصاد الخريف

## ما مرت به الانتفاضة
بعد أن قامت الحكومة الوطنية التابعة ل شيانج كاي شيك، و حكومة ووهان الوطنية التابعة ل وانغ جينغ واي في عام 1927 بتطهير حزب تشينغ، قام جوزيف ستالين بتكليف فيساريون لومينادزي بعقد اجتماعاً في السابع من أغسطس، للتأكيد على ترأيس تشو تشيو باي للعمل في اللنجة المركزية للحزب الشيوعي الصيني، ووضع أيضاً المبادئ التوجيهية العامة ل الإصلاح الزراعي والمقاومة المسلحة ضد حزب الكومينتانغ.
بعد اجتماع السابع من أغسطس تولي ماو تسي دونغ منصب المندوب الخاص للجنة المركزية للحزب الشيوعي الصيني، و العضو المناوب للمكتب السياسي للجنة المركزية للحزب الشيوعي الصيني.
تكاتف يده مع يد زوجته يانغ كاي خوي، التي وصلت تشانغ شا بصحبة أبنهم، ولذلك للمشاركة في اجتماع تنظيم لجنة الحزب الشيوعي الصيني التابعة لمقاطعة هونان، قام بنغ جونغ دا أمين اللجنة التابعة لمقاطعة خونان بالتعاون مع ماو تسي دونغ بتنظيم انتفاضة حصاد الخريف بمقاطعة خونان. وقام اجتماع اللجنة الذي عُقد في الثلاثين من أغسطس، بتقليل نطاق منطقة الشعب بالإضافة إلى قلب مدينة ا
[[تشانغشا
قررَ ماو تسي دونغ أيضاً بناء لجنة تابعة للحزب الشيوعي الصيني، على أن يكون هو أمينها. وانطلقت انتفاضة حصاد الخريف على حدود شيانغ جان. ثم بعدها قام بإرسال زوجته إلى دار أهلها التي تبعد مسافة ستين كيلو متر من مدينة تشانغشا، وذلك في آواخر شهر أغسطس من عام 1927.
وصل ماو تشي دونغ في أوائل عام 1927 منطقة آن يوان، حيثت انتشرت أعمال الشغب. وانطلقت انتفاضة حصاد الخريف اليوم التاسع من شهر سبتمبر في نطاق حول مدينة جيانغ جان. قام قائد حرس حكومة ووهان الوطنية ب مدينة شيو شوي، التي يرأسها لو دا مينغ عضوالحزب الشيوعي الصيني، والبالغ من العمر اثنتين وعشرين عاماً. بدأ جيش الانتفاضة المكون من عمال المناجم بمنطقة آن يوان، وجيش من فلاحوا بينغ جيانغ، ومدينة ليو يانغ بالزحف رويداً رويدا، و هاجم بينغ جيانغ، ليو يانغ وتشانغشا، لكنه خسر قواته في ليو يانغ، بسبب تمرد الجيش وعدم خبرته الكافية حيال خوض الحروب. طبقاً لما قرره المنظمة التابعة للحزب الشيوعي الصيني، يجب على جيش كافة المقاطعات ومنها جيش هونان و حدود مقاطعة جيانغشي أن يجتمعوا ويتحدوا سوياً ليكونوا ما يُعرف ب الجيش الأحمر.
انقسمَ الجيش الأحمر لثلاث مجموعات، وتولى يو سي دو قيادة الجيش الأحمر بأكلمه، أما ماو تسي دونغ فكان الممثل الخاص بالحزب الشيوعي الصيني. وتولى لودامينغ قيادة جيش الانتفاضة، بحيث كان إجمالي عدد الجيش خمسة آلاف جندي.
قام أربعة فرق من تشيو جوا شوان في العاشر من سبتمبر بشن هجوم على متاع وعُدة الجيش و استيلائها، وأسفرت الهجمات عن فرار كتيبتين أو ثلاثة من كتائب الجيش، حيث من تبقَ في الكتيبة الثانية لا يتعدوا المئتين جندي. لاذ أيضاً جونغ وين جانغ قائد الفريق بالفرار. بعد ضغوطات كبيرة، عاد معظم أفراد الكتيبة الأولى، أما المتبقى منهم ولم يعد إلى الكتيبة مرة أخرى، قاو قائد الفريق بزجهم إلى الموقع القديم المسؤول عن توحيد القوى أثناء انتفاضة حصاد الخريف. أما الكتيبة الثانية فلم تستطع الصمود في بينغ شيانغ، واستولت على مدينة لي لينغ، اختفى القائد الكبير وانغ شين كنتيجة مخزية لهذا الهجوم المفاجئ.
اقنعَ ماو تسي تونغ الجميع بالتخلي عن خطة مهاجمة تشانغشا، واتخذ خطواتٍ جادةٍ حيال التراجع من جيانغشي بجيانغ شي، ورسم خطة تحرك جديدة للجيش. حيث سيذهب الجيش نحو الجنوب مسافة مئة وسبعين كيلومتر من جبل جينغ شانغ.
في التاسع عشر من سبتمبر، اندمج ما تبقى من جيش الانتفاضة في مدينة ونجيا، وأقنع ماو تسي تونغ الجميع بالتخلي عن خطة الفرقة لمهاجمة تشانغشا ودافع عن «التراجع إلى جيانغشي بينغشيانغ». خطط ماو تسي تونغ بالتوجه نحو جينغ قانغشان مسافة مائة وسبعون كيلو مترًا جنوبًا، لكن القادة لم يوافقوا على الدخول إلى الجبل، ولكفي نهاية المطاف وافقوه على خطته، وذلك لأنه كان الممثل الوحيد للحزب الشيوعي الصيني.
يقع جيل غانغشان على حدود مقاطعتي هونان وجيانغشي، وسلطات المقاطعتين تقعا خارج حدود نطاق النهر. و أما عن ملكا الجبلان، فكان واحداً منهم في الأساس طالباً ويُدعى يوان ونغ تساي، والآخر كان خياطاً ويُدعى وانغ تزوا.